# 39 Arietis
39 Arietis (Lilii Borea, 39 Ari) – gwiazda w gwiazdozbiorze Barana, odległa od Słońca o około 172 lata świetlne.

## Nazwa
Gwiazda ta jest najlepiej znana pod oznaczeniem Flamsteeda 39 Arietis. Nosi też nazwę własną Lilii Borea (z łac. „Lilia północna”), którą nadał jej w XVIII wieku francuski astronom Nicolas-Louis de Lacaille. Międzynarodowa Unia Astronomiczna w 2017 roku formalnie zatwierdziła użycie tej nazwy dla określenia tej gwiazdy.

## Właściwości fizyczne
Jest to pomarańczowy olbrzym należący do typu widmowego K. Ma temperaturę 4630 K, emituje 56 razy więcej promieniowania niż Słońce. Jego masa to około 1,6 M☉, a promień jest 12 razy większy niż promień Słońca. Gwiazda ta jest na dalszym etapie ewolucji niż Słońce, w jej jądrze gwiazdy trwa synteza helu w węgiel.